# Samara Morgan
Samara Morgan è un personaggio immaginario femminile che compare nel film statunitense The Ring di Gore Verbinski del 2002, nel suo seguito The Ring 2 ed in The Ring 3.
Il personaggio di Samara è basato su Sadako Yamamura, antagonista dell'omonimo film giapponese del 1998 e dei suoi seguiti, a loro volta basati sulla serie letteraria di Kōji Suzuki che parte con il libro Ring del 1991.

## Biografia

### Introduzione
Samara Morgan è una tenebrosa bambina, sia per l'aspetto fisico (carnagione molto chiara, pelle diafana, capelli lunghi e neri) sia per i poteri paranormali.
Samara, infatti, trasmette immagini mentali dagli effetti allucinanti alle persone e riesce ad imprimere su pellicola intere sequenze spaventose. Incarna la protagonista di ogni storia che compone la serie cinematografica The Ring.

### Nascita
Samara è figlia di una donna di nome Evelyn Osorio, rapita e violentata da Galen Burke, un prete, del quale è rimasta incinta. Durante il periodo di gravidanza, la donna accusa violenti mal di testa ed inquietanti visioni apparentemente inspiegabili e prive di significato. Dopo la nascita di Samara, le cose per Evelyn non migliorano affatto: incubi e visioni continuano a tormentarla in modo crescente, portandola ad uno stato di depressione post-partum.
Col tempo concepisce l'idea di uccidere la neonata Samara: è la stessa bambina a "chiederglielo", rivelando la natura delle visioni (uno spirito malvagio ha deciso di abitare nel suo corpo di neonata e lei vuole esserne liberata). Una notte, eludendo la sorveglianza del personale ospedaliero dov'è ricoverata, si reca nel giardino della struttura per annegare la bimba in una fontana. Fermata in tempo, la donna fornisce come spiegazione del suo folle gesto la verità. Naturalmente nessuno crede a questa versione dei fatti. Samara le viene tolta e lei viene rinchiusa in un ospedale psichiatrico.

### Adozione
Samara viene così adottata dai coniugi Richard e Anna Morgan, residenti nell'Isola di Moesko. All'inizio tutto procede felicemente: avevano sempre desiderato un figlio tutto loro ma non erano mai riusciti ad averne uno, dunque l'arrivo di Samara sembra segnare l'inizio di una nuova vita più serena e completa. Anna e Richard infondono in lei il loro amore per i cavalli e Samara passa diverso tempo giocando con essi. Ma l'armonia creata si spezza quando anche la signora Morgan comincia a soffrire di emicrania e di ripetute visioni che mostrano cose ed eventi raccapriccianti, senza nesso logico. Si rivolge dapprima al medico dell'isola, poi ad uno psichiatra che le diagnostica una grave forma di psicosi.
Intanto, sull'isola di Moesko, cominciano ad aver luogo fenomeni singolari e funesti: i cavalli dell'allevamento dei Morgan impazziscono, ribellandosi con sistematicità ai fantini, poi sfondano i recinti per dirigersi verso la scogliera e gettarsi in mare. La drammatica conseguenza è la loro morte in massa. I due coniugi, intuendo il legame tra questi eventi e Samara, la confinano nella stalla della fattoria, dove allestiscono una rudimentale e piccola cameretta con qualche giocattolo ed un televisore. Ma le cose peggiorano: gli strani "poteri" della figlia aumentano andando in una direzione più malvagia.
Samara viene ricoverata in un ospedale psichiatrico sulla terraferma, nella contea di Eola, ma la bambina non ottiene alcun miglioramento lì dentro. Non riesce a dormire, non parla quando interrogata dagli psichiatri riguardo alle strane immagini che riesce ad imprimere sulla pellicola della telecamera che la filma durante le sedute psichiatriche - o fornisce risposte inaspettate, affermando: "Queste immagini non le faccio. Loro esistono e basta" - e sembra mostrare ostilità verso la telecamera stessa.

### Morte
Dimessa dall'ospedale psichiatrico (i medici si sono dichiarati impotenti davanti alla "patologia" della bambina), Samara riprende la sua vita solitaria, fino al momento in cui la madre adottiva, un pomeriggio, la getta sul fondo di un pozzo di campagna dopo aver tentato di soffocarla con una busta di plastica, a Shelter Mountain. Samara, seguendo il proprio istinto di sopravvivenza, tenta ripetutamente di uscire da quel buco nero aggrappandosi alle pareti viscide; purtroppo questi tentativi le costano le unghie delle mani che si sono incastrate tra le pareti del pozzo.
La bambina muore sette giorni dopo di inedia e consunzione (il titolo The Ring deriva dal fatto che l'ultima cosa che Samara vede prima di spirare è l'anello circolare di luce che filtra dal coperchio del pozzo). Nella storia dopo la sua morte (rielaborata secondo dati appresi dai vari capitoli) il corpo di Samara venne trovato nel pozzo da Rachel Keller e Noah Clay nel tentativo di fermare la maledizione ma inutilmente (la prima riesce a salvarsi mentre il secondo sarà vittima dello spirito vendicativo). Successivamente il corpo venne ripreso dal pozzo e riportato nel suo paese natale. Prima fu sepolta nel cimitero della chiesa del paese, ma dopo un'alluvione (causata dai poteri della salma) fu ripresa dal padre biologico e nascosta in un muro della sua casa. In seguito venne recuperata da una giovane coppia (Julia e Holt) dopo uno scontro nel quale Burke (il padre biologico di Samara) viene ucciso da quest'ultima dopo che lo spirito rimuove la cecità da lui stesso inflittasi per sfuggire ai poteri della bambina. I resti vennero quindi bruciati ma la maledizione non si fermò e Julia stessa si trasformò in Samara.